# كامبودارسيغو
كامبودارسيغو (بالإيطالية: Campodarsego)‏ هي بلدية في مقاطعة باذوة في منطقة فنيتة الإيطالية، وتقع على بعد 30 كيلومترًا (19 ميلًا) غرب مدينة البندقية، و10 كيلومترًا (6 ميلًا) شمال شرق باذوة.